# HMCS St. Thomas (K488)
Le HMCS St. Thomas est une corvette de classe Castle en service dans la Marine royale canadienne lors de la Seconde Guerre mondiale.

## Histoire
Le 27 novembre 1944, lors de la bataille de l'Atlantique, le navire coule l'U-877 avec ses hérissons et charges de profondeurs. Contrairement aux règles, décision est alors prise par le commandant Stanislas Déry de porter secours aux 56 membres de l'équipage du sous-marin en perdition, avec l'aide du HMCS Sea Cliff. Stanislas Déry est par la suite blâmé pour cet acte.